# NGC 968
NGC 968 (również PGC 9779 lub UGC 2040) – galaktyka eliptyczna (E), znajdująca się w gwiazdozbiorze Trójkąta. Odkrył ją Édouard Jean-Marie Stephan 5 grudnia 1879 roku.